# Melese blanda
Melese blanda là một loài bướm đêm thuộc phân họ Arctiinae, họ Erebidae.